# Tengeri angolnafélék
A tengeri angolnafélék (Congridae) a csontos halak (Osteichthyes) főosztályának sugarasúszójú halak (Actinopterygii) osztályába, azon belül az angolnaalakúak (Anguilliformes) rendjébe tartozó család.
3 alcsalád, 31 nem és 176 faj tartozik a családhoz.

## Rendszerezés
A családba az alábbi alcsaládok nemek és fajok tartoznak.

### Bathymyrinae
Az Bathymyrinae alcsaládba 7 nem és 41 faj tartozik
- Ariosoma (Swainson, 1838) – 22 faj
  - Ariosoma anago
  - Ariosoma anagoides
  - Ariosoma anale
  - Ariosoma balearicum
  - Ariosoma bauchotae
  - Ariosoma coquettei
  - Ariosoma gilberti
  - Ariosoma major
  - Ariosoma marginatum
  - Ariosoma mauritianum
  - Ariosoma meeki
  - Ariosoma megalops
  - Ariosoma mellissii
  - Ariosoma nancyae
  - Ariosoma nigrimanum
  - Ariosoma obud
  - Ariosoma ophidiophthalmus
  - Ariosoma opistophthalmus
  - Ariosoma scheelei
  - Ariosoma selenops
  - Ariosoma shiroanago
  - Ariosoma sokotranum

- Bathymyrus (Alcock, 1889) – 3 faj
  - Bathymyrus echinorhynchus
  - Bathymyrus simus
  - Bathymyrus smithi

- Chiloconger (Myers & Wade, 1941) – 2 faj
  - Chiloconger dentatus
  - Chiloconger philippinensis

- Kenyaconger (Smith & Karmovskaya, 2003) – 1 faj
  - Kenyaconger heemstrai

- Parabathymyrus (Kamohara, 1938) – 4 faj
  - Parabathymyrus brachyrhynchus
  - Parabathymyrus karrerae
  - Parabathymyrus macrophthalmus
  - Parabathymyrus oregoni

- Paraconger (Kanazawa, 1961) – 7 faj
  - Paraconger californiensis
  - Paraconger caudilimbatus
  - Paraconger guianensis
  - Paraconger macrops
  - Paraconger notialis
  - Paraconger ophichthys
  - Paraconger similis
- Poeciloconger (Günther, 1872) – 2 faj
  - Poeciloconger fasciatus
  - Poeciloconger kapala

### Congrinae
A Congrinae alcsaládba 22 nem és 103 faj tartozik
- Acromycter (Smith & Kanazawa, 1977) 4 faj
  - Acromycter alcocki
  - Acromycter atlanticus
  - Acromycter nezumi
  - Acromycter perturbator

- Bassanago (Whitley, 1948) – 2 faj
  - Bassanago bulbiceps
  - Bassanago hirsutus

- Bathycongrus (Ogilby, 1898) – 19 faj
  - Bathycongrus aequoreus
  - Bathycongrus albescens
  - Bathycongrus bertini
  - Bathycongrus bleekeri
  - Bathycongrus bullisi
  - Bathycongrus dubius
  - Bathycongrus guttulatus
  - Bathycongrus macrocercus
  - Bathycongrus macrurus
  - Bathycongrus nasicus
  - Bathycongrus nielseni
  - Bathycongrus odontostomus
  - Bathycongrus polyporus
  - Bathycongrus retrotinctus
  - Bathycongrus thysanochilus
  - Bathycongrus trilineatus
  - Bathycongrus varidens
  - Bathycongrus vicinalis
  - Bathycongrus wallacei

- Bathyuroconger (Fowler, 1934) – 2 faj
  - Bathyuroconger parvibranchialis
  - Bathyuroconger vicinus
- Blachea (Karrer & Smith, 1980) – 2 faj
  - Blachea oligoporus
  - Blachea xenobranchialis

- Conger (Bosc, 1817) – 13 faj
  - Conger cinereus
  - Conger conger
  - Conger erebennus
  - Conger esculentus
  - Conger japonicus
  - Conger macrocephalus
  - Conger myriaster
  - Conger oceanicus
  - Conger oligoporus
  - Conger orbignianus
  - Conger philippinus
  - Conger triporiceps
  - Conger verreauxi

- Congrhynchus (Fowler, 1934) – 1 faj
  - Congrhynchus talabonoides

- Congriscus (Jordan & Hubbs, 1925) – 2 faj
  -  Congriscus maldivensis
  - Congriscus megastomus

- Congrosoma (Garman, 1899) – 1 faj
  - Congrosoma evermanni

- Diploconger (Kotthaus, 1968) – 1 faj
  - Diploconger polystigmatus

- Gavialiceps (Alcock, 1889) – 5 faj
  - Gavialiceps arabicus
  - Gavialiceps bertelseni
  - Gavialiceps javanicus
  - Gavialiceps taeniola
  - Gavialiceps taiwanensis

- Gnathophis (Kaup, 1860) – 25 faj
  - Gnathophis andriashevi
  - Gnathophis bathytopos
  - Gnathophis bracheatopos
  - Gnathophis capensis
  - Gnathophis castlei
  - Gnathophis cinctus
  - Gnathophis codoniphorus
  - Gnathophis grahami
  - Gnathophis habenatus
  - Gnathophis heterognathos
  - Gnathophis heterolinea
  - Gnathophis leptosomatus
  - Gnathophis longicauda
  - Gnathophis macroporis
  - Gnathophis melanocoelus
  - Gnathophis microps
  - Gnathophis musteliceps
  - Gnathophis mystax
  - Gnathophis nasutus
  - Gnathophis nystromi
  - Gnathophis parini
  - Gnathophis smithi
  - Gnathophis tritos
  - Gnathophis umbrellabius
  - Gnathophis xenica

- Japonoconger (Asano, 1958) – 3 faj
  - Japonoconger africanus
  - Japonoconger caribbeus
  - Japonoconger sivicolus

- Lumiconger (Castle & Paxton, 1984) – 1 faj
  - Lumiconger arafura

- Macrocephenchelys (Fowler, 1934) – 2 faj
  - Macrocephenchelys brachialis
  - Macrocephenchelys brevirostris

- Paruroconger (Blache & Bauchot, 1976) – 1 faj
  - Paruroconger drachi

- Promyllantor (Alcock, 1890) – 1 faj
  - Promyllantor purpureus

- Pseudophichthys (Roule, 1915) – 2 faj
  - Pseudophichthys macroporis
  - Pseudophichthys splendens

- Rhynchoconger (Jordan & Hubbs, 1925) – 7 faj
  - Rhynchoconger ectenurus
  - Rhynchoconger flavus
  - Rhynchoconger gracilior
  - Rhynchoconger guppyi
  - Rhynchoconger nitens
  - Rhynchoconger squaliceps
  - Rhynchoconger trewavasae

- Scalanago (Whitley, 1935) – 1 faj
  - Scalanago lateralis

- Uroconger (Kaup, 1856) – 3 faj
  - Uroconger erythraeus
  - Uroconger lepturus
  - Uroconger syringinus

- Xenomystax (Gilbert, 1891) – 5 faj
  - Xenomystax atrarius
  - Xenomystax austrinus
  - Xenomystax bidentatus
  - Xenomystax congroides
  - Xenomystax trucidans

### Heterocongrinae
A Heterocongrinae alcsaládba 2 nem és 32 faj tartozik
- Gorgasia (Meek & Hildebrand, 1923) – 13 faj
  - Gorgasia barnesi
  - Gorgasia cotroneii
  - Gorgasia galzini
  - Gorgasia hawaiiensis
  - Gorgasia inferomaculata
  - Gorgasia japonica
  - Gorgasia klausewitzi
  - Gorgasia maculata
  - Gorgasia naeocepaea
  - Gorgasia preclara
  - Gorgasia punctata
  - Gorgasia sillneri
  - Gorgasia taiwanensis

- Heteroconger (Bleeker, 1868) – 19 faj
  - Heteroconger balteatus
  - Heteroconger camelopardalis
  - Heteroconger canabus
  - Heteroconger chapmani
  - Heteroconger cobra
  - Heteroconger digueti
  - Heteroconger enigmaticus
  - Heteroconger hassi
  - Heteroconger klausewitzi
  - Heteroconger lentiginosus
  - Heteroconger longissimus
  - Heteroconger luteolus
  - Heteroconger obscurus
  - Heteroconger pellegrini
  - Heteroconger perissodon
  - Heteroconger polyzona
  - Heteroconger taylori
  - Heteroconger tomberua
  - Heteroconger tricia